# The Beatles diskografi, Storbritannien
The Beatles diskografi, Storbritannien omfattar de skivor som officiellt gavs ut med gruppen The Beatles i Storbritannien under 1960-talet.

## Huvudalbum
- 1963 – Please Please Me
- 1963 – With the Beatles
- 1964 – A Hard Day's Night
- 1964 – Beatles For Sale
- 1965 – Help!
- 1965 – Rubber Soul
- 1966 – Revolver
- 1967 – Sgt. Pepper's Lonely Hearts Club Band
- 1968 – The Beatles ("The White Album")
- 1969 – Yellow Submarine
- 1969 – Abbey Road
- 1970 – Let It Be

## EP:s
- 1964 – Long Tall Sally
- 1967 – Magical Mystery Tour (Dubbel-EP)

## Singlar
- 1962 - My Bonnie / The Saints,  (endast som kompgrupp till Tony Sheridan. På etiketten står det Tony Sheridan & The Beat Brothers)
- 1962 - Love Me Do / P.S. I Love You
- 1963 - Please Please Me / Ask Me Why
- 1963 - From Me To You / Thank You Girl
- 1963 - She Loves You / I'll Get You
- 1963 - I Want To Hold Your Hand / This Boy
- 1964 - Can't Buy Me Love / You Can't Do That
- 1964 - Ain't She Sweet / If You Love Me, Baby
- 1964 - Cry for a Shadow / Why (med Tony Sheridan och The Beatles)
- 1964 - A Hard Day's Night / Things We Said Today
- 1964 - I Feel Fine / She's a Woman
- 1965 - Ticket To Ride / Yes It Is
- 1965 - Help! / I'm Down
- 1965 - We Can Work It Out / Day Tripper
- 1966 - Paperback Writer / Rain
- 1966 - Yellow Submarine / Eleonor Rigby
- 1967 - Penny Lane / Strawberry Fields Forever
- 1967 - All You Need Is Love / Baby You're a Rich Man
- 1967 - Hello, Goodbye / I Am the Walrus
- 1968 - Lady Madonna / The Inner Light
- 1968 - Hey Jude / Revolution
- 1969 - Get Back / Don't Let Me Down
- 1969 - The Ballad of John and Yoko / Old Brown Shoe
- 1969 - Something / Come Together
- 1970 - Let It Be / You Know My Name (Look Up the Number)
- 1976 - Yesterday / I Should Have Known Better
- 1976 - Back in the USSR / Twist and Shout
- 1978 - Sgt. Pepper's Lonely Hearts Club Band / With a Little Help From My Friends / A Day in the Life
- 1982 - Beatles Movie Medley / I'm Happy Just To Dance With You
- 1982 - Love Me Do / P.S. I Love You
- 1982 - The Beatles Singles Collection
- 1995 - Baby It's You / I'll Follow the Sun / Devil in Her Heart / Boys, EP
- 1995 - Free as a Bird / Christmas Time (Is Here Again)
- 1996 - Real Love / Baby's in Black
- 2023 - Now And Then / Love Me Do